# Таранов, Михаил Алексеевич
Михаил Алексеевич Таранов (31 января 1952, Сальский район, Ростовская область)— российский учёный в области электрических машин и эксплуатации электрооборудования, член-корреспондент РАСХН (2007), член-корреспондент РАН (2014).

## Биография
Михаил Алексеевич Таранов родился в 1952 году в поселке имени Фрунзе Сальского района Ростовской области. В 1969 году окончил среднюю школу и поступил на факультет электрификации Азово-Черноморского института механизации сельского хозяйства (АЧИМСХ) в городе Зернограде Ростовской области. В студенческие годы, наряду с отличной учебой, Таранов М.А. занимался наукой, участвовал в работе студенческих строительных отрядов «Энергия», приобретая опыт будущего энергетика.
Окончив институт с отличием в 1974 году и получив рекомендацию в аспирантуру, он четыре года проработал главным энергетиком в конном заводе имени С. М. Буденного, после чего вернулся в АЧИМСХ и начал преподавательскую деятельность. В 1980–1984 гг. обучался в заочной аспирантуре Московского института инженеров сельскохозяйственного производства (МИИСП). В 1985 году защитил кандидатскую диссертацию на тему «Электропривод оросительных насосных станций на базе электродвигателей с полюсопереключаемыми обмотками».
С 1985 года М. А. Таранов — доцент, затем заведующий кафедрой электрических машин, а также заместитель декана факультета электрификации сельского хозяйства. В том же году он был избран деканом факультета, который возглавлял в течение 14 лет. В связи с развитием в сельском хозяйстве должности главного энергетика, факультет совместно с областным объединением «Сельхозэнерго» инициировал разработку нового учебного плана для подготовки инженеров-энергетиков. М. А. Таранов принимал активное участие в этой работе, результаты которой были учтены в учебном плане 1985 года. Впоследствии под его руководством факультет электрификации стал единственным в стране, осуществлявшим подготовку инженеров-электриков по пяти специализациям. По инициативе М. А. Таранова в учебный процесс была внедрена система рейтинг-контроля, стимулирующая студентов к систематической работе и повышающая качество подготовки специалистов. Этот опыт переняли родственные факультеты других вузов. Научной работой этого периода стало решение проблемы соизмеримости мощностей источника электроэнергии и потребителей в сельских электрических сетях.
В 1998 году М. А. Таранов был избран ректором Азово-Черноморской государственной агроинженерной академии (АЧГАА). В 1999 году ему присвоено ученое звание профессора по кафедре электрических машин и эксплуатации электрооборудования. В 2002 году защитил докторскую диссертацию. На посту ректора М. А. Таранов уделял большое внимание цифровизации и интеграции академии в международное образовательное пространство. Рассматривал международные связи как возможность повышения квалификации преподавателей и студентов, улучшения качества образовательных и научно-исследовательских программ, а также международного признания дипломов выпускников академии.
За свою деятельность М. А. Таранов неоднократно награждался почетными грамотами и наградами, в числе которых: почетные грамоты Минсельхоза РФ, премия главы Администрации (губернатора) Ростовской области за вклад в развитие высшей школы и научно-технические разработки, почетная грамота Законодательного собрания и Министерства сельского хозяйства и продовольствия Ростовской области, памятная медаль имени И.Е. Ульмана «За заслуги в развитии агропромышленного комплекса России», орден имени А. С. Макаренко, медали ВВЦ РФ.
Доктор технических наук (2002), профессор (1999), член-корреспондент РАСХН (2007), член-корреспондент РАН (2014). Член бюро отделения сельскохозяйственных наук РАН.
Автор (соавтор) около 200 научных трудов, в том числе 5 монографий, 10 учебников, 25 учебных пособий. Получил более 30 авторских свидетельств и патентов на изобретения.

## Профессиональная деятельность
- 1974–1978 гг. – главный инженер-энергетик конезавода им. С. М. Будённого (Сальский район, Ростовская область);
- 1978–1985 гг. – старший преподаватель, заместитель декана факультета электрификации сельского хозяйства Азово-Черноморского института механизации сельского хозяйства (АЧИМСХ);
- 1985–1998 гг. – декан факультета электрификации сельского хозяйства АЧИМСХ (впоследствии Азово-Черноморской государственной агроинженерной академии); заведующий кафедрой эксплуатации энергетического оборудования и электрических машин (ЭЭОиЭМ);
- 1998–2012 гг. – ректор Азово-Черноморской государственной агроинженерной академии; одновременно заведующий кафедрой ЭЭОиЭМ, главный научный сотрудник;
- 2012–2017 гг. – заведующий кафедрой ЭЭОиЭМ Азово-Черноморского инженерного института (АЧИИ), ФГБОУ ВО Донской ГАУ; главный научный сотрудник;
- С 2017 г. – главный научный сотрудник, профессор Азово-Черноморского инженерного института Донского ГАУ.

## Научная деятельность
Основные результаты научно-исследовательской деятельности включают:
- новые методы и технические средства электрификации сельского хозяйства;
- теоретические основы анализа и синтеза систем автономного электроснабжения сельского хозяйства;
- новые способы передачи электроэнергии в сельских территориях;
- концепция децентрализованного энергообеспечения сельскохозяйственных предприятий на основе использования остатков и отходов производимой продукции;
- эксплуатационная надежность энергооборудования сельскохозяйственного производства;
- энергосбережение в сельском хозяйстве;
- интегральная технология производства и переработки сельскохозяйственных культур.

## Награды и звания
- Почётный работник высшего профессионального образования Российской Федерации (2000);
- Почётный энергетик (2001);
- Заслуженный работник высшей школы Российской Федерации (2002)[8];
- Нагрудный знак «За заслуги перед Зерноградским районом»(2017) [9];
- Заслуженный работник сельского хозяйства РФ (2023)[10].

## Научные интересы
- проблемы создания управляемого электропривода;
- эксплуатация электрооборудования на предприятиях по производству, хранению и переработке продукции сельского хозяйства;
- использование нетрадиционных возобновляемых источников энергии;
- разработка нормативных документов по эксплуатации электроустановок.

## Публикации

### Учебники и учебные пособия
- Эксплуатация систем электроснабжения : учебное пособие / В.Я. Хорольский, М.А. Таранов. — Москва : ИНФРА-М, 2024. — 288 с. — (Среднее профессиональное образование). — ISBN 978-5-16-014458-0. — URL
- Управление электрохозяйством : учебное пособие / В.Я. Хорольский, М.А. Таранов. — Москва : ФОРУМ : ИНФРА-М, 2023. — 256 с. — (Среднее профессиональное образование). — ISBN 978-5-00091-616-2. — URL
- Организация и управление деятельностью электросетевых предприятий : учебное пособие / В.Я. Хорольский, М.А. Таранов, В.Г. Жданов. — Москва : ФОРУМ : ИНФРА-М, 2020. — 144 с. — (Высшее образование: Бакалавриат). — ISBN 978-5-00091-133-4. — URL
- Прикладные методы для решения задач электроэнергетики и агроинженерии : учебное пособие / В.Я. Хорольский, М.А. Таранов, В.Н. Шемякин, С.В. Аникуев. — Москва : ФОРУМ : ИНФРА-М, 2020. — 176 с. — (Высшее образование. Бакалавриат). — ISBN 978-5-91134-940-0. — Текст : электронный. — URL
- Технико-экономические расчеты распределительных электрических сетей : учебное пособие / В.Я. Хорольский, М.А. Таранов, Д.В. Петров. — Москва : ФОРУМ : ИНФРА-М, 2020. — 96 с. — (Высшее образование). — ISBN 978-5-00091-653-7. — URL

### Монографии
- Стратегия машинно-технологической модернизации сельского хозяйства России на период до 2020 года / В.И. Фисинин, Ю.Ф. Лачуга, М.А. Таранов [и др.]. — Москва : Российский научно-исследовательский институт информации и технико-экономических исследований по инженерно-техническому обеспечению агропромышленного комплекса, 2009. — 80 с. — URL
- Сельскохозяйственные машины: теория, расчет, конструкция, использование. Том 7, часть 2. Привод сельскохозяйственных машин / В.С. Сидоренко, В.И. Антоненко, Р.А. Фридрих [и др.] ; — Зерноград : АЧИИ ФГБОУ ВО ДонГАУ в г. Зернограде, 2013. — 696 с. — ISBN 978-5-91833-133-0. — URL
- Оценка экономической эффективности агроинженерных проектов / М.А. Таранов, В.Я. Хорольский, Д.В. Петров. — Зерноград : ФГОУ ВПО АЧГАА, 2009. — 212 с. — ISBN 978-5-91833-001-2. — URL
- Развитие сельского хозяйства и регулирование рынков сельскохозяйственной продукции, сырья и продовольствия на территории Красноярского края на 2009–2011 годы и на период до 2017 года / В.И. Фисинин, Ю.Ф. Лачуга, М.А. Таранов [и др.] ; ред. Н.В. Цугленок, М.Г. Озерова, Е.И. Коваленко. — Красноярск : Красноярский государственный аграрный университет, 2008. — 240 с. — ISBN 978-5-94617-177-9. — URL
- Технологические основы процессов использования средств защиты растений / М.А. Таранов, В.А. Вялых, В.Т. Алехин, А.М. Бондаренко. — Ростов-на-Дону : Терра-Принт, 2007. — 280 с. — ISBN 978-5-903286-26-3. — URL

### Патенты
- Устройство симметрирования неполнофазных режимов на линии 10 кВ для удаленных потребителей / Таранов М.А., Корчагин П.Т. Патент на изобретение RU 2516461 C2, 20.05.2014. Заявка № 2012134359/07 от 10.08.2012. PDF
- Установка для предпосевной обработки семян электромагнитным полем / Таранов М.А., Семенихин А.М., Алексенко Н.П., Федорищенко М.Г., Дрозда Е.А. Патент на изобретение RU 2415536 C2, 10.04.2011. Заявка № 2009123763/21 от 22.06.2009. PDF
- Однопроводная распределительная сеть / Таранов М.А., Медведько Ю.А., Медведько А.Ю. Патент на изобретение RU 2395147 C1, 20.07.2010. Заявка № 2009121897/09 от 08.06.2009. PDF
- Станция управления погружным электродвигателем / Таранов М.А., Гуляев П.В., Чугунов А.В., Гуляева Т.В. Патент на изобретение RU 2253930 C2, 10.06.2005. Заявка № 2003125022/09 от 11.08.2003. PDF
- Устройство для защиты трехфазного электродвигателя от асимметричного режима сети / Таранов М.А., Гуляев П.В. Патент на изобретение RU 2228570 C1, 10.05.2004. Заявка № 2002125783/09 от 27.09.2002. PDF
- Преобразователь однофазного напряжения в трехфазное / Таранов М.А., Юндин М.А. Патент на изобретение RU 2192088 C1, 27.10.2002. Заявка № 2001124135/09 от 29.08.2001. PDF

## Научные издания
Является членом редакционных коллегий (советов) следующих научных журналов:
- Вестник аграрной науки Дона (ISSN 2075-6704)[11]
- Вестник Донского государственного аграрного университета (ISSN 2311-1968)[12]